# Live Insurrection
Live Insurrection jest pierwszym koncertowym albumem zespołu Halford. Najpierw wydany 27 marca 2001 w Japonii, reszta świata dostała ten album w kwietniu tego samego roku, lecz miała jeden utwór mniej. Flaga którą Rob Halford całuje, na zdjęciu z okładki albumu jest flagą Chile.

## Lista utworów

### Płyta 1
1. "Resurrection" Halford, Patrick Lachman, Roy Z, John Baxter – 4:02
2. "Made in Hell" Halford, Z, Baxter – 4:13
3. "Into the Pit" – 4:15
4. "Nailed to the Gun" – 3:35
5. "Light Comes Out of Black" – 5:00
6. "Stained Class" Halford, Glenn Tipton – 5:32
7. "Jawbreaker" Halford, K.K. Downing, Tipton – 3:25
8. "Running Wild" Tipton – 3:02
9. "Slow Down" Halford, Z, Bob Marlette – 4:40
10. "The One You Love to Hate" (feat. Bruce Dickinson) Halford, Z, Bruce Dickinson – 3:11
11. "Life in Black" – 4:26
12. "Hell's Last Survivor" Halford, Chlasciak – 3:24
13. "Sad Wings" Halford, Lachman, Mike Chlasciak – 3:33
14. "Saviour" Halford, Lachman, Z – 2:57
15. "Silent Screams" Halford, Marlette – 7:32

### Płyta 2
1. "Intro" – 0:14
2. "Cyberworld" Halford, Z, Chlasciak – 3:04
3. "The Hellion" Halford, Downing, Tipton – 0:48
4. "Electric Eye" Halford, Downing, Tipton – 3:29
5. "Riding on the Wind" Halford, Downing, Tipton – 3:10
6. "Genocide" Halford, Downing, Tipton – 7:36
7. "Beyond the Realms of Death" Halford, Les Binks – 6:51
8. "Metal Gods" Halford, Downing, Tipton – 4:34
9. "Breaking the Law" Halford, Downing, Tipton – 3:50
10. "Blackout" (feat. Rudolf Schenker) Herman Rarebell, Klaus Meine, Rudolf Schenker – 4:19 [Bonus w japońskiej wersji]
11. "Tyrant" Halford, Tipton – 4:41
12. "Screaming in the Dark" Halford, Patrick Lachman – 3:41
13. "Heart of a Lion" Halford, Downing, Tipton – 3:51
14. "Prisoner of Your Eyes" Halford, Lachman, Downing, Tipton – 4:33

- Pierwsze wydanie (japońskie) zawierało cover piosenki "Blackout" zespołu Scorpions, nagraną wraz z Rudolfem Schenkerem grającym na gitarze.
- "Screaming in the Dark" została nagrana znacznie wcześniej, jednak nie została opublikowana.
- "Heart of a Lion" i "Prisoner of Your Eyes" są piosenkami zespołu Judas Priest, lecz nigdy wcześniej nie zostały dołączone do studyjnego albumu. Oryginalne nagranie "Prisoner of Your Eyes" można znaleźć na zremasterowanej edycji Screaming for Vengeance, a "Heart of a Lion" została dołączona do Metalogy.
- "Into the Pit", "Nailed to the Gun" i "Life in Black" są piosenkami zespołu Fight, które można znaleźć na War of Words.
- "Light Comes Out of Black" było najpierw dołączone do soundtracku serialu Buffy: Postrach wampirów wraz z muzyką zespołu  Pantera.

## Twórcy

### Wykonawcy
- Rob Halford – wokal
- Patrick Lachman – gitara
- Mike Chlasciak – gitara
- Ray Riendeau – gitara basowa
- Bobby Jarzombek – perkusja

### Dodatkowi Wykonawcy
- Bruce Dickinson - dodatkowy wokal w "The One You Love To Hate"
- Rudolf Schenker - dodatkowa gitara w "Blackout"